# Maksim Cubina
Maksim Jurjewicz Cubina (ros. Максим Юрьевич Цубина, ur. 12 lutego 1978 w Magadanie) – rosyjski skoczek narciarski, dwukrotny mistrz Rosji w skokach narciarskich. Rekordzista skoczni w Łyświe.
W sezonie 1997/1998 kilkakrotnie brał udział w kwalifikacjach do zawodów Pucharu Świata w skokach narciarskich (m.in. w Zakopanem), ale ani razu nie udało mu się zakwalifikować do konkursu głównego.
11 stycznia 2004 na skoczni K–90 w miejscowości Niżny Tagił zdobył srebrny medal w konkursie indywidualnym mistrzostw Rosji.

## Mistrzostwa świata juniorów

### Indywidualnie
| 1995 Gällivare | – | 40. miejsce |
| 1996 Asiago    | – | 41. miejsce |

### Drużynowo
| 1995 Gällivare | – | 13. miejsce |
| 1996 Asiago    | – | 10. miejsce |

## Puchar Świata

### Miejsca w poszczególnych konkursach indywidualnychPucharu Świata
| Źródło | Źródło           | Źródło        | Źródło      | Źródło        | Źródło         | Źródło         | Źródło          | Źródło                      | Źródło         | Źródło             | Źródło     | Źródło        | Źródło        | Źródło                | Źródło                | Źródło       | Źródło         | Źródło         | Źródło      | Źródło     | Źródło     | Źródło     | Źródło         | Źródło    | Źródło       | Źródło       | Źródło | Źródło | Źródło | Źródło | Źródło | Źródło | Źródło | Źródło | Źródło | Źródło | Źródło | Źródło | Źródło | Źródło | Źródło | Źródło | Źródło | Źródło | Źródło | Źródło | Źródło | Źródło | Źródło |
| --- | ---------------- | ------------- | ----------- | ------------- | -------------- | -------------- | --------------- | --------------------------- | -------------- | ------------------ | ---------- | ------------- | ------------- | --------------------- | --------------------- | ------------ | -------------- | -------------- | ----------- | ---------- | ---------- | ---------- | -------------- | --------- | ------------ | ------------ | ------ | ------ | ------ | ------ | ------ | ------ | ------ | ------ | ------ | ------ | ------ | ------ | ------ | ------ | ------ | ------ | ------ | ------ | ------ | ------ | ------ | ------ | ------ |
| Sezon 1997/1998 |                  |               |             |               |                |                |                 |                             |                |                    |            |               |               |                       |                       |              |                |                |             |            |            |            |                |           |              |              |        |        |        |        |        |        |        |        |        |        |        |        |        |        |        |        |        |        |        |        |        |        |        |
| Lillehammer K120 | Lillehammer K120 | Predazzo K120 | Villach K90 | Harrachov K90 | Engelberg K120 | Engelberg K120 | Oberstdorf K115 | Garmisch-Partenkirchen K115 | Innsbruck K110 | Bischofshofen K120 | Ramsau K90 | Zakopane K116 | Zakopane K116 | MŚL – Oberstdorf K185 | MŚL – Oberstdorf K185 | Sapporo K120 | Vikersund K175 | Vikersund K175 | Kuopio K120 | Lahti K116 | Lahti K116 | Falun K115 | Trondheim K120 | Oslo K112 | Planica K120 | Planica K120 | punkty |        |        |        |        |        |        |        |        |        |        |        |        |        |        |        |        |        |        |        |        |        |        |
| q | -                | -             | q           | -             | q              | q              | -               | -                           | -              | -                  | q          | q             | q             | -                     | -                     | -            | -              | -              | -           | -          | -          | -          | -              | -         | -            | -            | 0      |        |        |        |        |        |        |        |        |        |        |        |        |        |        |        |        |        |        |        |        |        |        |
| Legenda |                  |               |             |               |                |                |                 |                             |                |                    |            |               |               |                       |                       |              |                |                |             |            |            |            |                |           |              |              |        |        |        |        |        |        |        |        |        |        |        |        |        |        |        |        |        |        |        |        |        |        |        |
| 1 2 3 4-10 11-30 poniżej 30 dq – dyskwalifikacja q – dyskwalifikacja w kwalifikacjach q – zawodnik nie zakwalifikował się - – zawodnik nie wystartował |                  |               |             |               |                |                |                 |                             |                |                    |            |               |               |                       |                       |              |                |                |             |            |            |            |                |           |              |              |        |        |        |        |        |        |        |        |        |        |        |        |        |        |        |        |        |        |        |        |        |        |        |

## Puchar Kontynentalny

### Miejsca w poszczególnych konkursachPucharu Kontynentalnego
| Sezon 1995/1996                                                               |            |           |           |                        |                        |             |             |             |               |          |           |           |            |               |                |                |              |         |           |           |                        |                        |              |              |           |                  |         |         |         |               |               |               |            |            |         |           |           |           |           |           |           |         |        |        |            |            |           |        |        |        |        |        |        |        |        |        |        |        |        |        |        |        |        |        |        |        |        |        |        |        |        |        |        |        |        |        |        |        |        |
| Lauscha                                                                       | Brotterode | Lahti     | Lahti     | Kuopio                 | Sankt Moritz           | Lake Placid | Lake Placid | Bad Goisern | Reit im Winkl | Sapporo  | Sapporo   | Sapporo   | Saalfelden | Berchtesgaden | Willingen      | Liberec        | Liberec      | Seefeld | Westby    | Westby    | Gallio                 | Gallio                 | Örnsköldsvik | Örnsköldsvik | Schönwald | Titisee-Neustadt | Bollnäs | Sapporo | Beuil   | Beuil         | Falun         | Zaō           | Zaō        | Planica    | Planica | Voss      | Voss      | Rovaniemi | Ruka      | punkty    | punkty    | punkty  | punkty | punkty | punkty     | punkty     | punkty    | punkty | punkty | punkty | punkty | punkty | punkty | punkty | punkty | punkty | punkty | punkty | punkty | punkty | punkty | punkty | punkty | punkty | punkty | punkty | punkty | punkty | punkty | punkty | punkty | punkty | punkty | punkty | punkty | punkty | punkty | punkty | punkty |
| -                                                                             | -          | -         | -         | 46                     | -                      | -           | -           | -           | -             | -        | -         | -         | q          | 74            | -              | -              | -            | -       | -         | -         | -                      | -                      | -            | -            | -         | -                | -       | -       | -       | -             | -             | -             | -          | -          | -       | -         | -         | -         | -         | 0         | 0         | 0       | 0      | 0      | 0          | 0          | 0         | 0      | 0      | 0      | 0      | 0      | 0      | 0      | 0      | 0      | 0      | 0      | 0      | 0      | 0      | 0      | 0      | 0      | 0      | 0      | 0      | 0      | 0      | 0      | 0      | 0      | 0      | 0      | 0      | 0      | 0      | 0      | 0      |
| Sezon 1997/1998                                                               |            |           |           |                        |                        |             |             |             |               |          |           |           |            |               |                |                |              |         |           |           |                        |                        |              |              |           |                  |         |         |         |               |               |               |            |            |         |           |           |           |           |           |           |         |        |        |            |            |           |        |        |        |        |        |        |        |        |        |        |        |        |        |        |        |        |        |        |        |        |        |        |        |        |        |        |        |        |        |        |        |        |
| Velenje                                                                       | Rælingen   | Zakopane  | Zakopane  | Frenštát pod Radhoštěm | Frenštát pod Radhoštěm | Oberhof     | Oberhof     | Hakuba      | Hakuba        | Chamonix | Chamonix  | Lahti     | Lahti      | Lahti         | Oberwiesenthal | Oberwiesenthal | Sankt Moritz | Sapporo | Sapporo   | Sapporo   | Garmisch-Partenkirchen | Garmisch-Partenkirchen | Liberec      | Liberec      | Villach   | Westby           | Westby  | Planica | Planica | Reit im Winkl | Iron Mountain | Iron Mountain | Saalfelden | Ruhpolding | Oslo    | Willingen | Willingen | Ishpeming | Ishpeming | Schönwald | Schönwald | Sapporo | Zaō    | Zaō    | Courchevel | Courchevel | Rovaniemi | Ruka   | Ruka   | punkty |        |        |        |        |        |        |        |        |        |        |        |        |        |        |        |        |        |        |        |        |        |        |        |        |        |        |        |        |        |
| -                                                                             | -          | q         | 38        | q                      | 49                     | -           | -           | -           | -             | -        | -         | -         | -          | -             | -              | -              | q            | -       | -         | -         | -                      | -                      | -            | -            | -         | -                | -       | -       | -       | -             | -             | -             | -          | -          | -       | -         | -         | -         | -         | -         | -         | -       | -      | -      | -          | -          | -         | -      | -      | 0      |        |        |        |        |        |        |        |        |        |        |        |        |        |        |        |        |        |        |        |        |        |        |        |        |        |        |        |        |        |
| Sezon 2006/2007                                                               |            |           |           |                        |                        |             |             |             |               |          |           |           |            |               |                |                |              |         |           |           |                        |                        |              |              |           |                  |         |         |         |               |               |               |            |            |         |           |           |           |           |           |           |         |        |        |            |            |           |        |        |        |        |        |        |        |        |        |        |        |        |        |        |        |        |        |        |        |        |        |        |        |        |        |        |        |        |        |        |        |        |
| Rovaniemi                                                                     | Rovaniemi  | Rovaniemi | Rovaniemi | Engelberg              | Engelberg              | Planica     | Planica     | Sapporo     | Sapporo       | Sapporo  | Pragelato | Pragelato | Westby     | Westby        | Iron Mountain  | Iron Mountain  | Oberhof      | Oberhof | Trondheim | Trondheim | Vikersund              | Vikersund              | Zakopane     | punkty       | punkty    | punkty           | punkty  | punkty  | punkty  | punkty        | punkty        | punkty        | punkty     | punkty     | punkty  | punkty    | punkty    | punkty    | punkty    | punkty    | punkty    | punkty  | punkty | punkty | punkty     | punkty     | punkty    | punkty | punkty | punkty | punkty | punkty | punkty | punkty | punkty | punkty | punkty | punkty | punkty | punkty | punkty | punkty | punkty |        |        |        |        |        |        |        |        |        |        |        |        |        |        |        |        |
| -                                                                             | -          | dq        | -         | -                      | -                      | -           | -           | -           | -             | -        | -         | -         | -          | -             | -              | -              | -            | -       | -         | -         | -                      | -                      | -            | 0            | 0         | 0                | 0       | 0       | 0       | 0             | 0             | 0             | 0          | 0          | 0       | 0         | 0         | 0         | 0         | 0         | 0         | 0       | 0      | 0      | 0          | 0          | 0         | 0      | 0      | 0      | 0      | 0      | 0      | 0      | 0      | 0      | 0      | 0      | 0      | 0      | 0      | 0      | 0      |        |        |        |        |        |        |        |        |        |        |        |        |        |        |        |        |
| Legenda                                                                       |            |           |           |                        |                        |             |             |             |               |          |           |           |            |               |                |                |              |         |           |           |                        |                        |              |              |           |                  |         |         |         |               |               |               |            |            |         |           |           |           |           |           |           |         |        |        |            |            |           |        |        |        |        |        |        |        |        |        |        |        |        |        |        |        |        |        |        |        |        |        |        |        |        |        |        |        |        |        |        |        |        |
| 1 2 3 4-10 11-30 poniżej 30 dq – dyskwalifikacja - – zawodnik nie wystartował |            |           |           |                        |                        |             |             |             |               |          |           |           |            |               |                |                |              |         |           |           |                        |                        |              |              |           |                  |         |         |         |               |               |               |            |            |         |           |           |           |           |           |           |         |        |        |            |            |           |        |        |        |        |        |        |        |        |        |        |        |        |        |        |        |        |        |        |        |        |        |        |        |        |        |        |        |        |        |        |        |        |

## Letni Puchar Kontynentalny

### Miejsca w poszczególnych konkursachLetniego Pucharu Kontynentalnego
| Źródło                                                                        | Źródło  | Źródło     | Źródło     | Źródło | Źródło | Źródło      | Źródło      | Źródło | Źródło | Źródło | Źródło | Źródło | Źródło | Źródło | Źródło | Źródło | Źródło | Źródło | Źródło | Źródło | Źródło | Źródło | Źródło | Źródło | Źródło | Źródło |
| ----------------------------------------------------------------------------- | ------- | ---------- | ---------- | ------ | ------ | ----------- | ----------- | ------ | ------ | ------ | ------ | ------ | ------ | ------ | ------ | ------ | ------ | ------ | ------ | ------ | ------ | ------ | ------ | ------ | ------ | ------ |
| 2004                                                                          |         |            |            |        |        |             |             |        |        |        |        |        |        |        |        |        |        |        |        |        |        |        |        |        |        |        |
| Velenje                                                                       | Velenje | Oberstdorf | Oberstdorf | Ramsau | Ramsau | Lillehammer | Lillehammer | punkty |        |        |        |        |        |        |        |        |        |        |        |        |        |        |        |        |        |        |
| -                                                                             | -       | -          | 61         | -      | -      | -           | -           | 0      |        |        |        |        |        |        |        |        |        |        |        |        |        |        |        |        |        |        |
| Legenda                                                                       |         |            |            |        |        |             |             |        |        |        |        |        |        |        |        |        |        |        |        |        |        |        |        |        |        |        |
| 1 2 3 4-10 11-30 poniżej 30 dq – dyskwalifikacja - − zawodnik nie wystartował |         |            |            |        |        |             |             |        |        |        |        |        |        |        |        |        |        |        |        |        |        |        |        |        |        |        |

## FIS Cup

### Miejsca w klasyfikacji generalnej
| Sezon     | Miejsce |
| --------- | ------- |
| 2005/2006 | 123.    |

### Miejsca w poszczególnych konkursachFIS Cupu
| Źródło                                                                        | Źródło   | Źródło        | Źródło        | Źródło       | Źródło       | Źródło    | Źródło    | Źródło | Źródło | Źródło  | Źródło    | Źródło    | Źródło | Źródło | Źródło     | Źródło     | Źródło | Źródło | Źródło  | Źródło   | Źródło | Źródło | Źródło | Źródło | Źródło | Źródło | Źródło | Źródło | Źródło | Źródło | Źródło | Źródło | Źródło | Źródło | Źródło | Źródło | Źródło | Źródło | Źródło |
| ----------------------------------------------------------------------------- | -------- | ------------- | ------------- | ------------ | ------------ | --------- | --------- | ------ | ------ | ------- | --------- | --------- | ------ | ------ | ---------- | ---------- | ------ | ------ | ------- | -------- | ------ | ------ | ------ | ------ | ------ | ------ | ------ | ------ | ------ | ------ | ------ | ------ | ------ | ------ | ------ | ------ | ------ | ------ | ------ |
| Sezon 2005/2006                                                               |          |               |               |              |              |           |           |        |        |         |           |           |        |        |            |            |        |        |         |          |        |        |        |        |        |        |        |        |        |        |        |        |        |        |        |        |        |        |        |
| Predazzo                                                                      | Predazzo | Bischofshofen | Bischofshofen | Sankt Moritz | Sankt Moritz | Vikersund | Vikersund | Kuopio | Kuopio | Seefeld | Harrachov | Harrachov | Ljubno | Ljubno | Courchevel | Courchevel | Zaō    | Zaō    | Sapporo | Zakopane | punkty |        |        |        |        |        |        |        |        |        |        |        |        |        |        |        |        |        |        |
| -                                                                             | -        | -             | -             | -            | -            | -         | -         | 13     | 16     | -       | -         | -         | -      | -      | -          | -          | -      | -      | -       | -        | 35     |        |        |        |        |        |        |        |        |        |        |        |        |        |        |        |        |        |        |
| Legenda                                                                       |          |               |               |              |              |           |           |        |        |         |           |           |        |        |            |            |        |        |         |          |        |        |        |        |        |        |        |        |        |        |        |        |        |        |        |        |        |        |        |
| 1 2 3 4-10 11-30 poniżej 30 dq – dyskwalifikacja - − zawodnik nie wystartował |          |               |               |              |              |           |           |        |        |         |           |           |        |        |            |            |        |        |         |          |        |        |        |        |        |        |        |        |        |        |        |        |        |        |        |        |        |        |        |